# Шиншила короткохвоста
Короткохвоста шиншила (лат. Chinchilla chinchilla, раніше відома як лат. Chinchilla brevicaudata), також звана болівійською, перуанською або королівською шиншилою — вид гризунів родини шиншилових, що перебуває під загрозою зникнення. Цінне хутро гризунів стало причиною сильного зменшення їх чисельності.

## Опис
Довжина тіла шиншили становить 30—38 см, вага близько 500—800 г. Сильні задні лапи довші від передніх, завдяки їм шиншили можуть лазити і стрибати. Порівняно з довгохвостими шиншилами, у короткохвостого шия і плечі товстіші, а хвіст коротший. Шиншили відносяться до соціальних тварин, вони живуть колоніями або стадами. 

## Ареал
Природний ареал — Чилійсько-Аргентинські Анди, Перу і Болівія.

## Екологія
Колонії C. chinchilla з регіону Антофагаста живуть в заростях таких видів рослин як Parasthrephia lepydophylla, Parasthrephia quadrangularis, Baccharis incarum, Chuquira gaulicina та Adesmia horrida, Baccharis tola, Adesmia caespitosa, Adesmia erinacea, Fabiana bryoides, Stipa chrysophylla та Cristaria andicola, з великою перевагою в раціоні S. chrysophylla (59,1%), також відомої як ковила. Колонії куцохвостих шиншил є симпатричними з такими невеликими гризунами як Abrocoma cinerea, Phyllotis xanthopygus, Abrothix andina dolichonyx та Lama guanicoe. Середовище існування колоній Атаками представляло собою річки з валунами та печерами середнього розміру з рідкісною чагарниковою рослинністю Stipa frigida та Senecio volckmannii. Друга колонія була виявлена на північному місці, в Санта-Розалагуні (26º49’11” пд.ш. і 69º05’67” зах.д.). Крім прихистків під каменями шиншили також викопують нори у ґрунті. 
Основні хижаки цього виду це лисиці кульпео Lycalopex culpaeus.

## Загрози та збереження
Комерційне полювання на обидва види шиншил почалося в 1829 році і збільшувалася з кожним роком, досягаючи збуту близько півмільйона шкурок на рік, у зв'язку зі зростаючим у Сполучених Штатах і Європі попитом на хутра і шкіру. Безперервне масштабне полювання припинилося лише до 1917 року, коли шиншили опинилися на межі зникнення. Закон про заборону полювання на шиншил набрав чинності в 1929 році, але фактично не виконувався до 1983 року. Перед повторним відкриттям колоній у двохтисячних, остання куцохвоста шиншила помічена в ареалі в 1953 році. 
Через загрозу зникнення короткохвостих шиншил у 1890-х рр. у Чилі вживали заходів для збереження виду. Однак ці заходи мали нерегулярний характер. Договір, підписаний у 1910 році між Чилі, Болівією, Аргентиною і Перу, став першим міжнародним кроком у забороні на полювання і продаж шиншил. На жаль, це призвело до значного зростання цін на шиншил, наслідком чого стало ще більше їх винищення. Ситуація залишалася незмінною до появи першого закону про захист шиншил у Чилі в 1929 році. Нині куцохвості й довгохвості шиншили занесені в список зникаючих тварин у Чилі, а також зараховані до категорії видів на межі зникнення Міжнародним союзом охорони природи. 
Наразі, дикі колонії були перевідкриті, і ведеться активна робота над їх збереженням.

## Розведення
Полювання на диких шиншил у природі скоротилося завдяки успішному розведенню довгохвостих шиншил у неволі. Фермерське розведення цих тварин зробило добуття їх хутра із дикої природи невигідним, і тому, в сумі із законодавчими захисними заходами, як довгохвості так і куцохвості шиншили почали повільно відновлюватися у своїх природніх ареалах. Сполученність окремих відновлених колоній в окремих ареалах нажаль все ще досить низька, що призводить до пригнічення генетичного різноманіття і потребує допоміжних консерваційних заходів, таких як вилучення диких шиншил для локальних програм розведення для підвищення ген. різноманіття та трасфер шиншил між колоніями.
За даними Genta (1978), Chinchilla chinchilla була розведена в неволі з 1927 року, зокрема, в районі Хужуй в Андах, в Аргентині в Estación Zootécnica de Miraflores, Abra Pampa. Популяція була заснована на 1 дикому самцеві і 4 диких самках, до 1972 року лабораторна колонія налічувала близько 400 особин. Програма “Atahualpa Breeding of Chinchillas S.A.” в Кочі-В’єхо, Чилі, розпочата в 1931 році, налічувала понад 500 осібин у 1949 р. У 1934 р. Хуан Абароа почав розводити C. chinchilla в Каламі, регіоні Антофагаста в Чилі, з особинами із Атауальпи. Тепер під назвою «Abaroa Breeding» це єдина існуюча до наших днів племінна колонія. García-Mata (1976) розводив C. chinchilla як з колонії Абра Пампа (Хужуй, Аргентина), так і з приватної племінної колонії в Коропуні (Арекіпа, Перу), з очевидними відмінностями між цими лініями. Особини з Абра Пампа були названі «de Bolivia» або «справжня segunda», а Перуанських шиншил назвали «indianas» .
Як правило, куцохвості шиншили приносять 1—2 дитинчат один чи два рази в рік.